# Ruwa
Ruwa è un piccolo centro abitato nella regione est del Mashonaland, in Zimbabwe, situato a 22 km a sud-est di Harare, sul tracciato della principale linee autostradale e ferroviaria Harare-Mutare. Nel 2022 la popolazione risultava essere composta da 94.083 abitanti.
È un centro commerciale e agricolo, cresciuto rapidamente specie negli ultimi anni e diventato popolare anche per i turisti che si spostano verso Harare.
Il centro di riabilitazione di Ruwa, appena fuori dalla città, è stato costruito nel 1981, per la riabilitazione di persone con disabilità fisiche ed ex-combattenti. È inoltre presente un importante parco naturale: il Parco Ruwa Scout che ha ospitato il Jamboree centrafricano nel 1959.